# Nissan Atleon
El Nissan Atleon es un camión producido por la empresa automovilística japonesa Nissan y se distribuye a través de redes de concesionarios europeas.

## Series L/M (1980–2000)

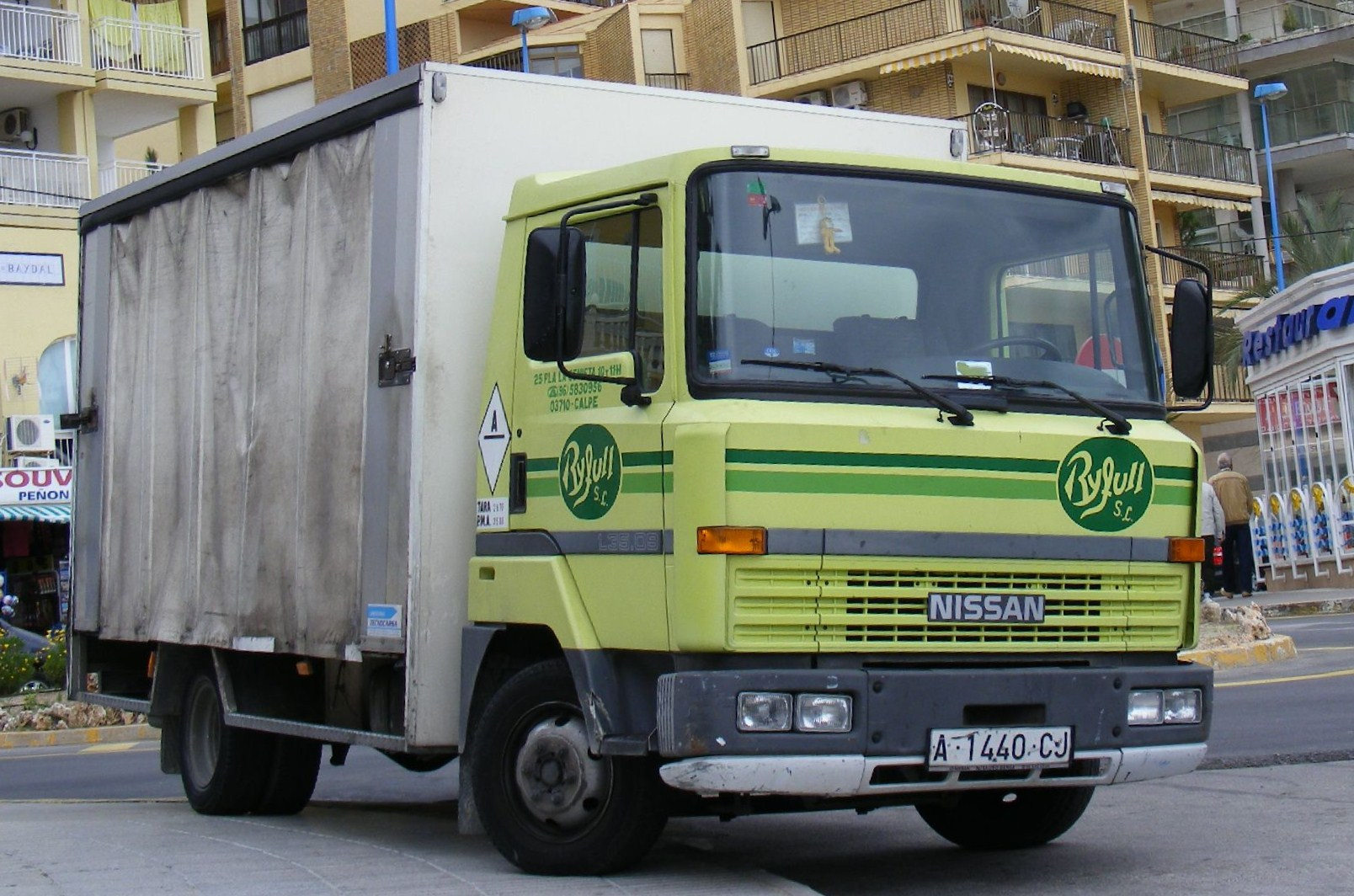
Nissan Serie L

Nissan adquirió una participación en el fabricante español de automóviles Ebro en 1980 y la adquirió por completo en 1987. Los modelos producidos por Ebro se convirtieron gradualmente en modelos Nissan. Se lanzó la serie Ebro L/M, que sustituyó a la serie Ebro P y también se vendió como Ebro, al igual que la serie Ebro F. Tras la adquisición en 1987, la serie Ebro F se convirtió en Nissan Ebro Trade y, posteriormente, en Nissan Trade. También en 1987, la serie Ebro L/M se convirtió en la serie Nissan Ebro L/M. A partir de 1990, el nombre Ebro dejó de existir y la serie Nissan L/M se fabricó hasta el año 2000. La serie L/M se ofreció gradualmente en todos los países europeos a partir de 1990, y su lanzamiento al mercado en Alemania tuvo lugar en 1995.

## ECO-T (Atleon) (1997–2000)
A partir de 1997, se lanzó un modelo revisado de la serie L/M, que se comercializó en muchos mercados (como Alemania) con el nombre Nissan ECO-T o Nissan Camiones ECO-T (España), y en algunos mercados con la incorporación del Atleon. El nombre del modelo se denomina Nissan ECO-T / Nissan Camiones ECO-T o Nissan ECO-T Atleon / Nissan Camiones ECO-T Atleon. Solo con los modelos fabricados a partir del año 2000 se introdujo el nombre Atleon en todos los mercados.

## Nissan Atleon (2000–2013)
Desde septiembre de 2000 hasta 2013, el Atleon se fabricó en la planta de Barcelona de Nissan Motor Ibérica. Estaba disponible de fábrica con chasis, plataforma o carrocería. La versión más pequeña, con un peso total de 3,5 toneladas, se creó para que pudiera conducirse con el permiso de conducir Clase B. Inicialmente, se entregó con los motores turbodiésel Nissan B660TiL, B660TiH y B440Ti, todos con inyección directa.
En 2006, se realizó una renovación. El frontal se adaptó al Nissan Cabstar F24. Desde entonces, el Nissan ZD30, con 110 kW a 3400 rpm, y el Cummins ISB5-4H, de 136 kW a 2500 rpm, incorporan nuevos motores diésel con common rail combinados con una transmisión manual de seis velocidades. A mediados de 2013, el Atleon fue sustituido por el Nissan NT500.